# 내셔널 리그 서부
내셔널 리그 서부(National League West)는 메이저 리그 베이스볼의 6개 지구 중 하나이다. 1969년에 한 리그로 운영되었던 내셔널 리그가 12팀으로 증가하면서 설치되었다. 2024년 지구 우승팀은 로스앤젤레스 다저스이다.

## 현재 소속팀
- 로스앤젤레스 다저스 - 설치시 참가 (1884년 첫 참가)
- 샌프란시스코 자이언츠 - 설치시 참가
- 애리조나 다이아몬드백스 - 1998년 팀 확장을 통해 참가
- 샌디에이고 파드리스 - 설치시 참가
- 콜로라도 로키스 - 1993년 팀 확장을 통해 참가

## 이전 소속팀
- 신시내티 레즈 - 설치시 참가, 1994년 NL 중부로 이동
- 애틀랜타 브레이브스 - 설치시 참가, 1994년 NL 동부로 이동
- 휴스턴 애스트로스 - 설치시 참가, 1994년 NL 중부로 이동, 2013년 AL 서부로 이동

## 같이 보기
- 내셔널 리그 동부
- 내셔널 리그 중부
- 아메리칸 리그 동부
- 아메리칸 리그 중부
- 아메리칸 리그 서부